# Pallas at High Voltage 2011
Pallas at High Voltage 2011 is een livealbum van Pallas. Het album bevat opnamen van het concert dat Pallas gaf tijdens het High Voltage Festival. Ze mochten ruim een half uur spelen. Het album werd aangekondigd in de reeks albums, maar verdween al snel van de markt. Het is vanaf begin 2012 alleen nog als download beschikbaar. 

## Musici
- Paul Mackie – zang
- Niall Matthewson – gitaar
- Graeme Murray – basgitaar
- Ronnie Brown – toetsinstrumenten
- Colin Fraser – slagwerk

## Muziek
| Nr. | Titel                                    | Duur |
| --- | ---------------------------------------- | ---- |
| 1.  | Falling down                             |      |
| 2.  | Young God                                |      |
| 3.  | Monster                                  |      |
| 4.  | Alien Messiah                            |      |
| 5.  | XXV part 1 – Twenty-five good honest men |      |
| 6.  | Eyes in the night                        |      |

2010: Argent · Asia · Emerson, Lake & Palmer · Marillion
2011: Barclay James Harvest (Lees) · Mostly Autumn · Pallas · Spock's Beard ·  Triggerfinger